# Jules Lermina
Jules Lermina, né le 27 mars 1839 à Paris et mort le 23 juin 1915 à Paris, est un romancier et journaliste français.

## Biographie

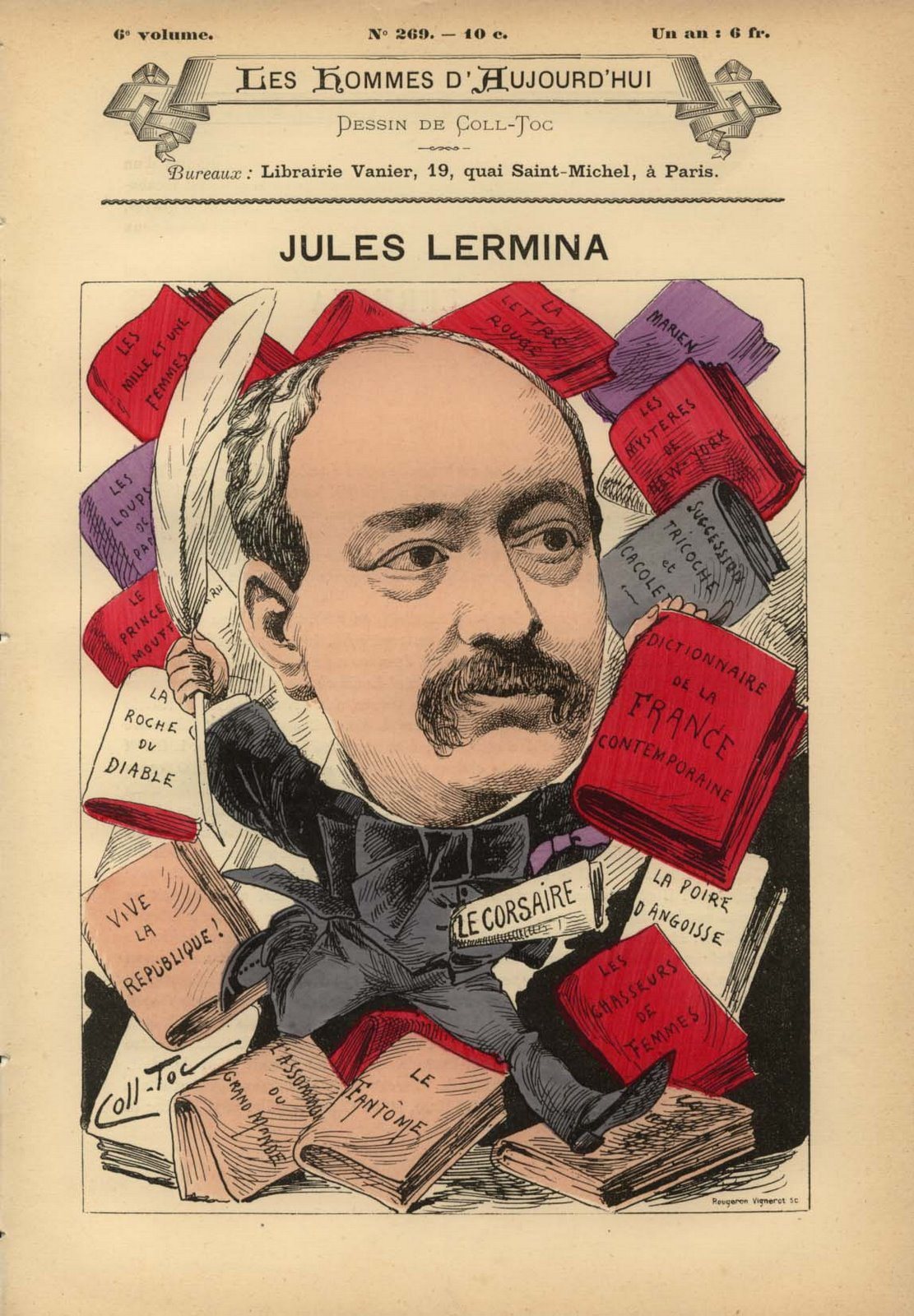
Caricature de Jules Lermina par Coll-Toc, Les Hommes d'aujourd'hui, no 269.

Après avoir exercé divers métiers et tenté sans succès de se lancer dans les affaires, il entame une carrière journalistique en 1859 et s'engage du côté des socialistes, ce qui lui vaut plusieurs séjours en prison et le soutien de Victor Hugo.
Ses premiers romans paraissent sous le pseudonyme de William Cobb. Il laisse une œuvre abondante, qui comprend des romans d'aventures, dont notamment des suites aux Mystères de Paris d'Eugène Sue et au Comte de Monte-Cristo d'Alexandre Dumas, ainsi que des romans policiers, des contes inspirés par son intérêt pour les sciences occultes, un dictionnaire biographique et un dictionnaire d'argot.
Il est également l'auteur de L'ABC du libertaire édité par la colonie libertaire L'Essai d'Aiglemont et publie dans le journal Le Libertaire. Il est, de ce fait, parfois présenté comme un « écrivain anarchiste ».

## Principales publications

### Romans
- Madame Sept-quatre (1873)
- Les Mystères de New-York (1874)
- Gris-gris, roman historique, avec Marc Fournier (1874)
- Marien (1875)
- La Roche du Diable (1875)
- Les Loups de Paris (2 volumes, 1876 : Le Club des morts et Les Assises rouges - 1 volume, 1977 : Le Roi du mal) Texte en ligne 1 2 et 3
- Le Prince Mouffetard (1877)
- La Succession Tricoche et Cacolet, Paris : chez E. Dentu, 1877, 2 volumes — tome 1 : en ligne & tome 2 : en ligne
- Nini Bellotte, la petite parisienne, publié sous forme de roman-feuilleton dans Le Petit Parisien à partir du 22 novembre 1878
- Les Mariages maudits (1880) Texte en ligne
- Le Fils de Monte-Cristo (1881) Texte en ligne
- Les Chasseurs de femmes (1881)
- La Haute Canaille (1881)
- La Criminelle (1881) Texte en ligne
- Le Livre d'amour (1882)
- Ralph le Rouge, aventures d'un Parisien en Floride (2 volumes, 1883) Texte en ligne 1 2
- Vive la République ! histoire d'un gamin de Paris, 1848-1851-1871 (1883)
- Les Hystériques de Paris (1885)
- Le Trésor de Monte-Cristo (1885)
- Le Cœur des femmes : Marie-Louise (1889) Texte en ligne
- Martyres d'amour (1890)
- Reine, roman historique (1891) Texte en ligne
- Le Tour du monde de deux orphelines (1892)
- Alise (1893 ; publié sous forme de roman-feuilleton dans Le Temps du 24 août 1892 au 22 septembre 1892)
- Amours et aventures de Cyrano de Bergerac (1894)
- Terres de glace et terres de feu (3 volumes, 1894) Texte en ligne 1 2 3
- La Bataille de Strasbourg (2 volumes, 1895) Texte en ligne 1 2
- Monsieur le Juge, 1899, dans Le Radical
- Dix mille lieues sans le vouloir (1903) Texte en ligne
- Calvaire d'amour (1912) Texte en ligne
- L'Effrayante Aventure (1913) Texte en ligne
- Trottinette, roman d'amour (s. d.)

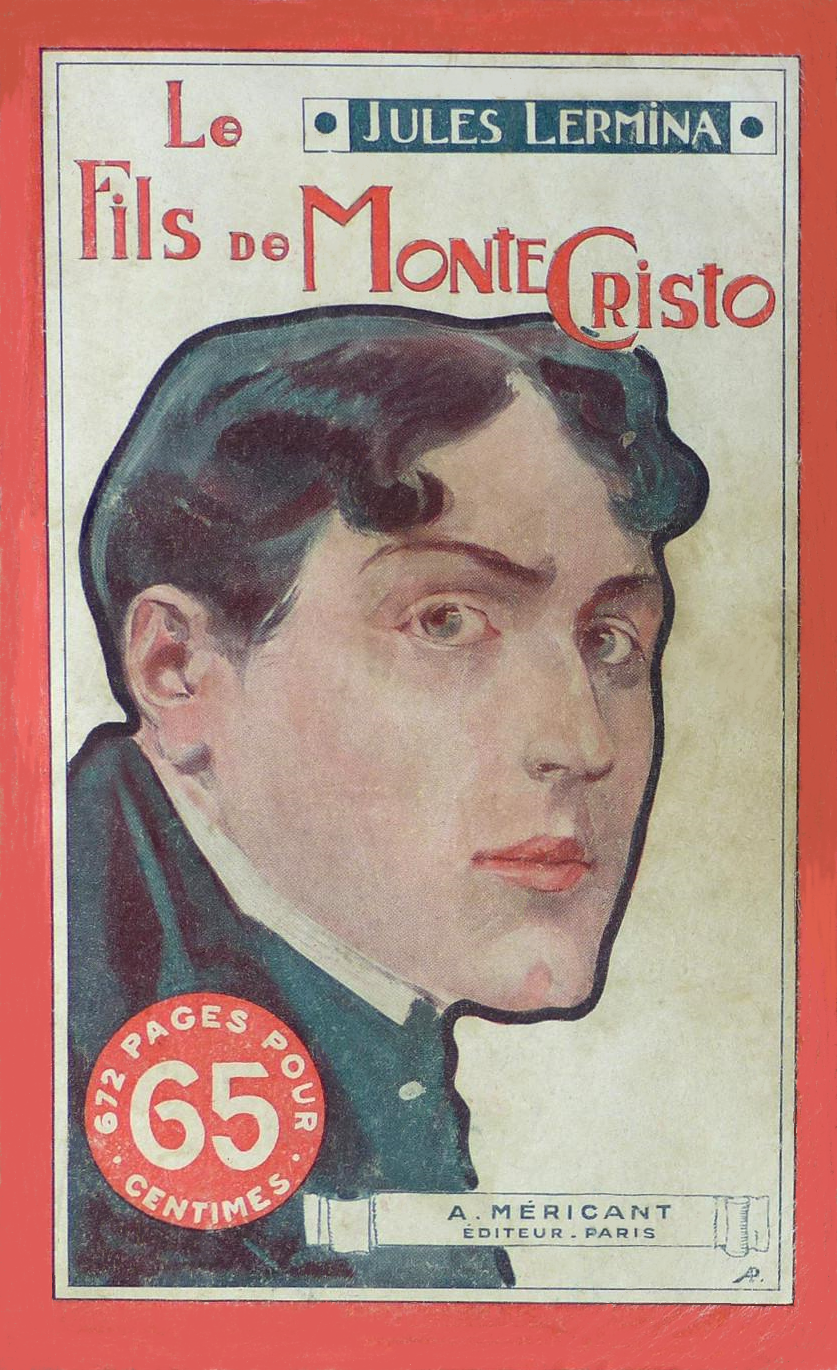
Le Fils de Monte-Cristo, 1881.
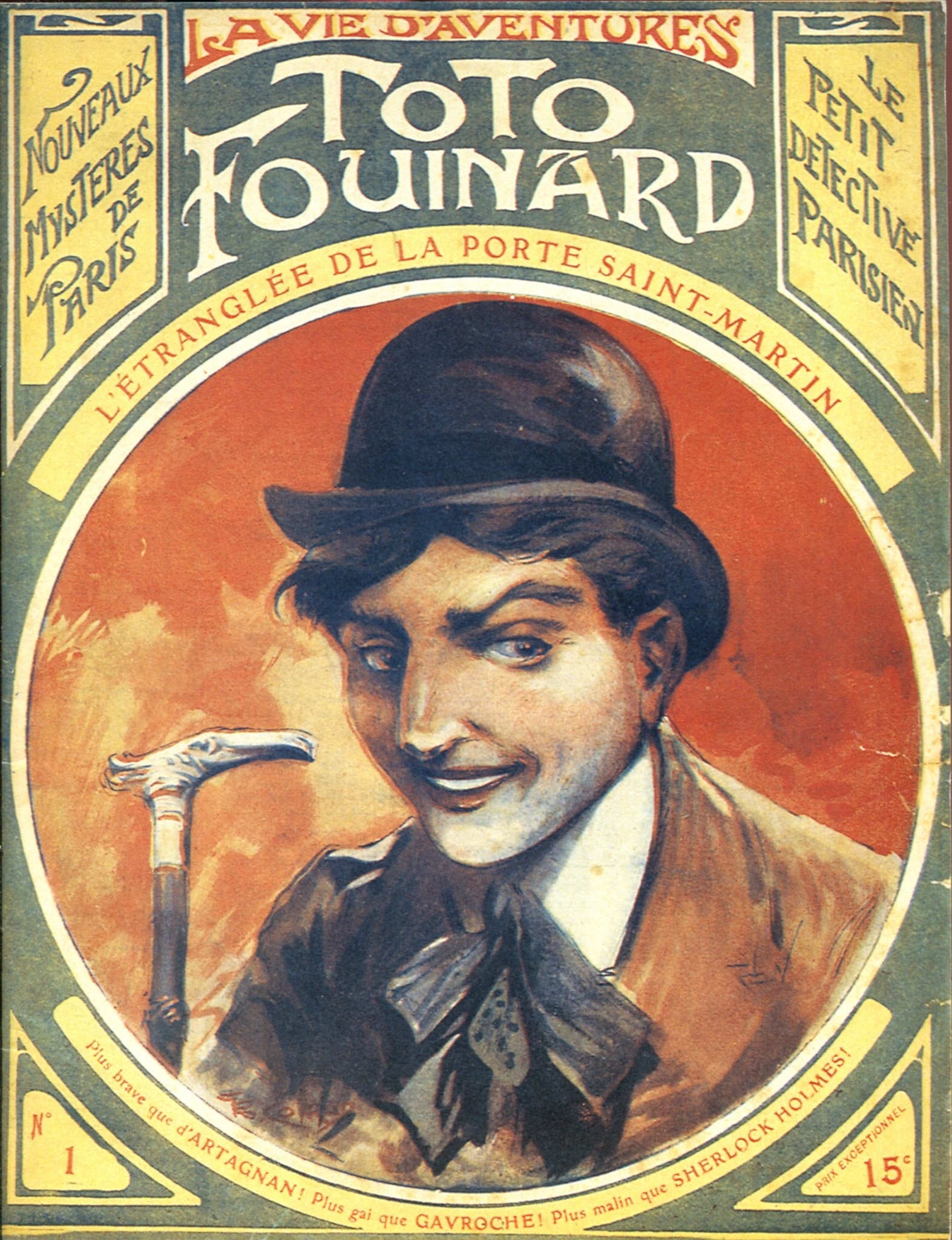
Premier fascicule de la série Toto Fouinard, Paris, Tallandier, coll. « La Vie d'aventures », 1908. Illustration de Georges Conrad.
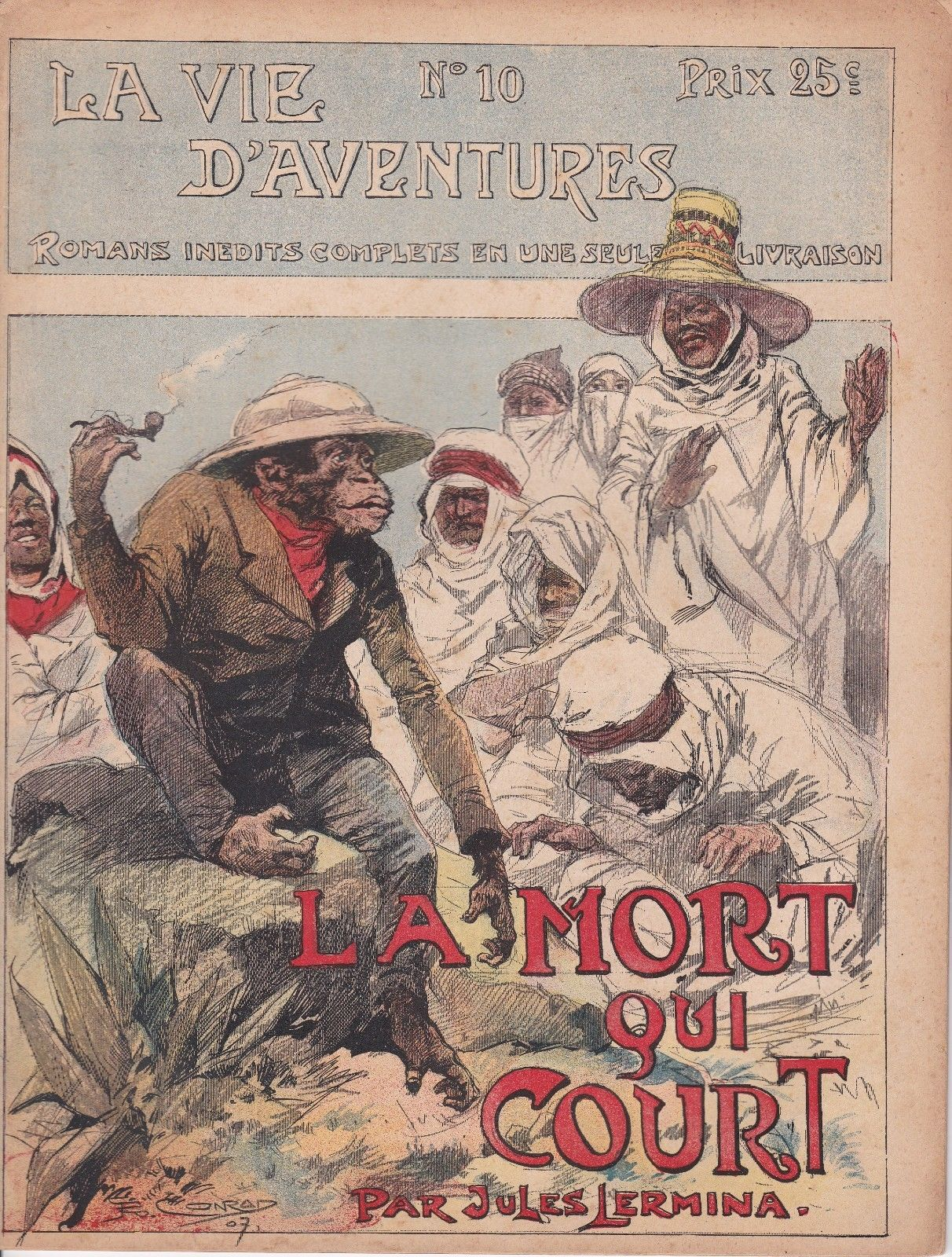
La Mort qui court, fascicule no 10 de la série « La Vie d'aventures », 25 janvier 1908. Illustration de Georges Conrad.
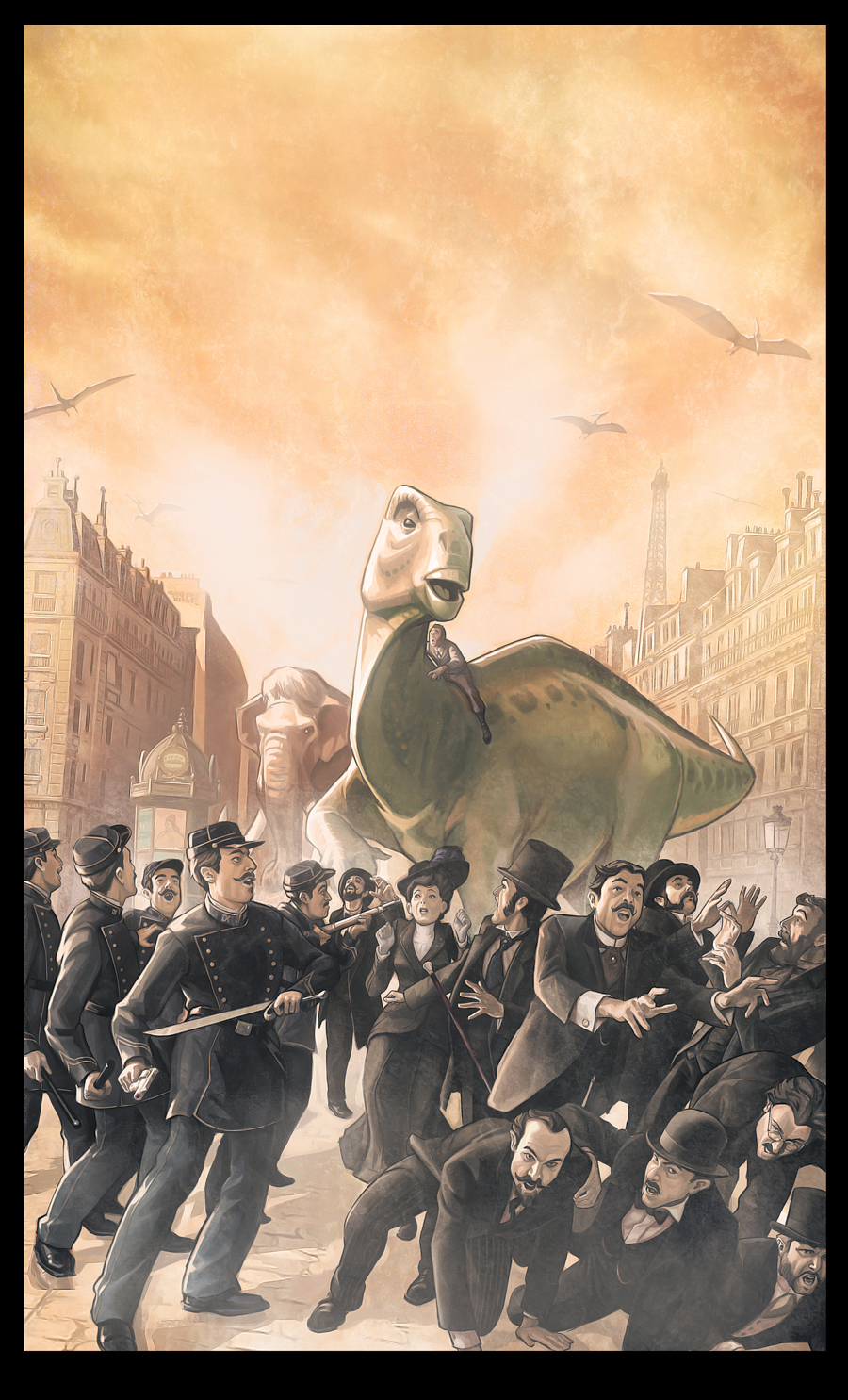
L'Effrayante Aventure (1913), illustration originale de Thomas Girard.

### Nouvelles
- À brûler, histoires incroyables (1889) Texte en ligne
- L'Élixir de vie, conte magique (1890) Texte en ligne
- Le Secret des Zippélius (1893)
- Abel (1894)
- L'Énigme (1895) Texte en ligne
- La Deux Fois Morte : magie passionnelle (1895) Texte en ligne
- Le Clou, 1895, dans La Science illustrée no 376-384

### Recueils de nouvelles
- Les Mille et une femmes (2 volumes, 1879)
- Histoires incroyables (1885, rééd. en 2 volumes, 1895) Texte en ligne 1 2
- Nouvelles histoires incroyables (1888) Texte en ligne
- La Vie joyeuse, nouveaux contes drolatiques (s. d.) Texte en ligne
- À tes pieds ! A. V. (À tes pieds !, sous le titre Les disparus, a été publié dans Le Figaro du 21 mars 1889 au 27 mars 1889, tandis qu'A. V. l'a été dans le Journal des débats du 30 janvier 1889 au 16 février 1889 ; le volume regroupant les deux textes publié chez E. Kold est de la même année) Texte en ligne
- La Magicienne ; Le Secret des Zippélius ; Histoire d'une nuit. La Vie humaine. La Sacoche (1892) Texte en ligne

### Histoire et politique
- La Révolution (1868)

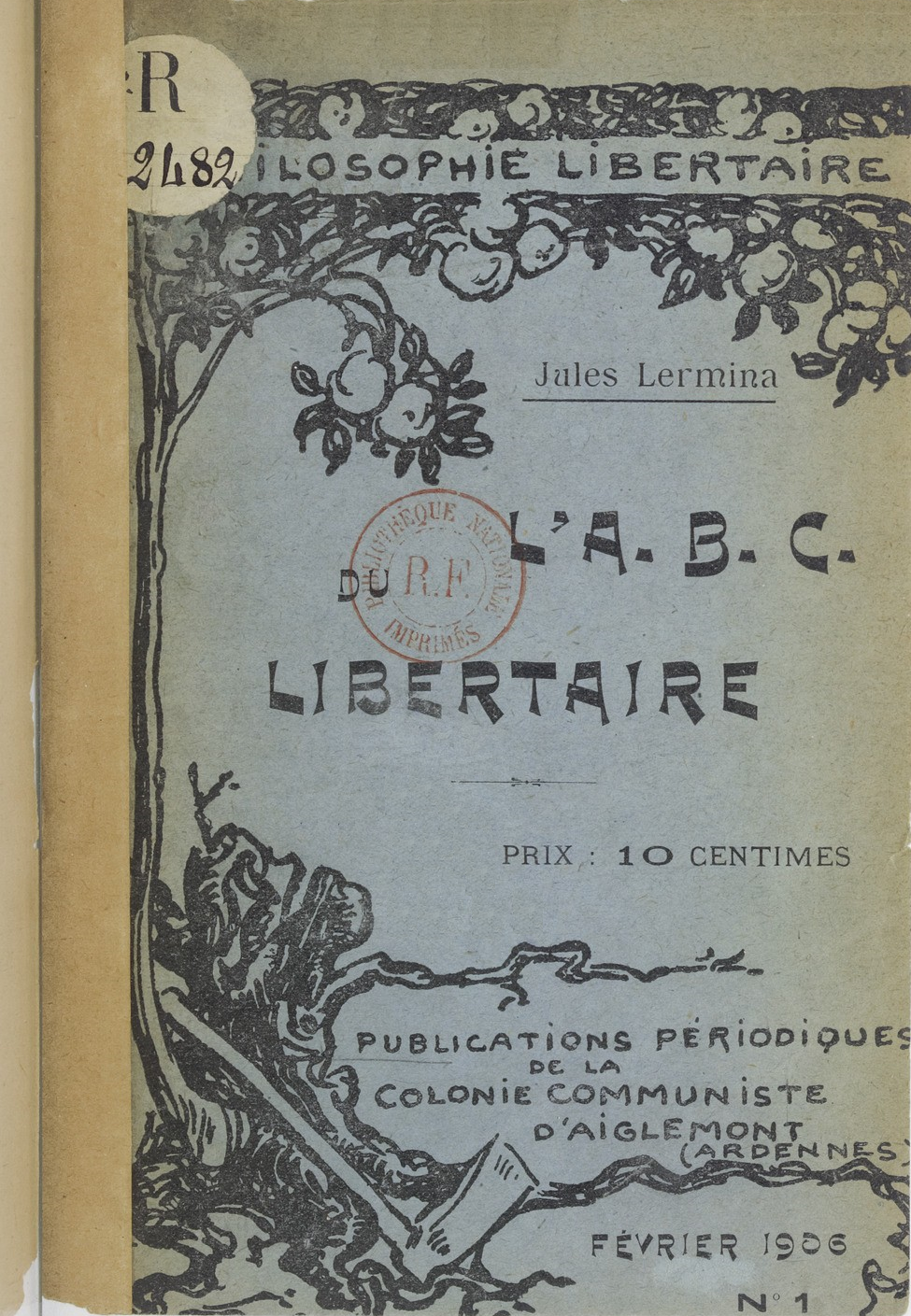
Jules Lermina, L'ABC du libertaire, Publications périodiques de la Communauté communiste d’Aiglemont, no 1, février 1906.

- Alphonse Baudin, représentant du peuple, mort le 3 décembre 1851 (1868)
- Histoire anecdotique illustrée de la révolution de 1848, avec E. Spoll et E. Faure (1868)
- Histoire de la misère, ou le Prolétariat à travers les âges (1869)
- Fondation de la République française 1789-1848-1870. histoire de cent ans'' (3 volumes, 1882)
- La France martyre, documents pour servir à l'histoire de l'invasion de 1870 (1887)
- Jeanne d'Arc, grand roman national (1888)
- Question sociale. Ventre et cerveau , Paris : chez Chamuel, 1894 (lire en ligne)
- Les Crimes du cléricalisme : I. L'Église sanglante. II. L'Église ignorante (1900)
- L'ABC du libertaire (1906), lire en ligne, réédité en 1925 et 1930[5], Fayard/Mille et une nuits, 2004.

### Dictionnaires
- Dictionnaire universel illustré, biographique et bibliographique, de la France contemporaine, comprenant par ordre alphabétique la biographie de tous les Français et Alsaciens-Lorrains marquants de l'époque actuelle, l'analyse des œuvres les plus célèbres, par une société de gens de lettres et de savants sous la direction de Jules Lermina (1885) Texte en ligne
- Dictionnaire thématique français-argot, suivi d'un index argot-français à l'usage des gens du monde qui veulent parler correctement la langue verte, Henri Levêque (1900)
- Le Réveille-mémoire, encyclopédie de poche, manuel de la conversation : 20 000 renseignements sous la main, classés par ordre alphabétique, histoire ancienne et moderne, géographie, sciences, littérature, beaux-arts, hommes et faits du présent et du passé (1905).

### Ouvrage sur l'occultisme
- La Science occulte, magie pratique, révélation des mystères de la vie et de la mort (1890) Texte en ligne

### Traduction
- William Shakespeare :
  - Œuvres de William Shakespeare, Tome I (1898) lire en ligne sur Gallica
  - Chefs-d'œuvre de Shakespeare, Tome I (1900) lire en ligne sur Gallica

## Éditions modernes
- Histoire incroyable. A brûler, Ed. Chanteloup, 1985.
- « L'élixir de vie » (1887), dans Contes de l'impossible (1889-1894), éd. Ida Merello, Slatkine, 1989.
- « La vie d'un mort » (1891-92), dans Contes de l'impossible (1889-1894), éd. Ida Merello, Slatkine, 1989.
- « L'envoûteur » (1892), dans Contes de l'impossible (1889-1894), éd. Ida Merello, Slatkine, 1989.
- Histoires incroyables, Ed. Tiquetonne, 1990 (fac-similé de l'édition originale, L. Boulanger, 1885)
- Dictionnaire thématique français-argot à l’usage des gens du monde qui veulent parler correctement la langue verte, éditions de Paris (1991 et 2006)
- La Deux Fois Morte, éd. Jérôme Solal, Mille et une nuits (2003)
- L'ABC du libertaire, éd. Jérôme Solal, Mille et une nuits (2004)
- Le Fils de Monte-Cristo, vol. 1 : La Luciola, éd. Claude Aziza, éditions de Passy (2006)
- To-Ho le tueur d'or (1905), édition électronique (2006)[6]
- Les Sorciers de Paris, éd. par Kévin Le Nôtre, préface de Vittorio Frigerio et postface de Jean-Luc Buard, EsoShare, 2020.